# Fernand Blayn
Fernand Blayn, né le 8 février 1853 à Paris où il est mort le 24 novembre 1892, est un peintre français.

## Biographie
Adolphe Fernand Blayn est le fils de Jean Joseph Prosper Blayn, pharmacien, et de Hyacinthe Jenny Carrié. 
Élève d'Alexandre Cabanel et de Henry Lerolle, c'est un peintre de genre et de portraits.
Il expose au Salon de peinture et de sculpture à partir de 1878, puis au Salon des artistes français qui lui succède, jusqu'en 1891. En 1892 il expose avec son épouse au salon de la Société nationale des beaux-arts.
En 1887, il épouse Camille Métra, avec pour témoins Luc-Olivier Merson, Henry Lerolle, et Julien Simyan.
Il obtient une médaille de troisième classe en 1886, et une médaille de bronze à l'Exposition universelle de 1889.
Fin 1892, en instance de divorce et pris de désespoir, il se tire une balle en pleine poitrine. Il meurt à l'âge de 39 ans au domicile de ses parents, boulevard Haussmann. Il est inhumé le 26 novembre 1892 au cimetière de Montmartre.

## Participation aux Salons parisiens
- Portrait de M. Basset-Lerat, officier d’état-major, au Salon de 1878
- Une épave ; Yport, 1878, au Salon de 1879
- Un sauvetage, au Salon de 1880
- Mal reçu, au Salon de 1880
- Un vieux guerrier, au Salon de 1881
- Le retour des pêcheurs, au Salon de 1882
- Sur la grève, au Salon de 1882
- A marée basse ; Cayeux (Somme), au Salon de 1883
- Une idylle sur la grève, à Cayeux, au Salon de 1883
- Enterrement d'un enfant en Bretagne, au Salon de 1884
- Pêcheuses normandes, au Salon de 1884
- Saint-François d'Assise, au Salon de 1885
- Enterrement d'une jeune fille dans un petit village de Picardie, au Salon de 1886
- Rentrée des oies ; Normandie, au Salon de 1886
- Le sommeil, au Salon de 1887
- Scène d'enfants ; Normandie, au Salon de 1887
- Soirée d'adieux ; Bretagne, au Salon de 1888
- Une barque de sauvetage, au Salon de 1888
- Dans les champs, au Salon de 1889
- Le soir ; casino d'Étretat, au Salon de 1889
- Repas du soir ; Villerville, au Salon de 1890
- Fille des champs, au Salon de 1891
- Loge d'artistes ; fête de Saint-Cloud, au Salon de 1892

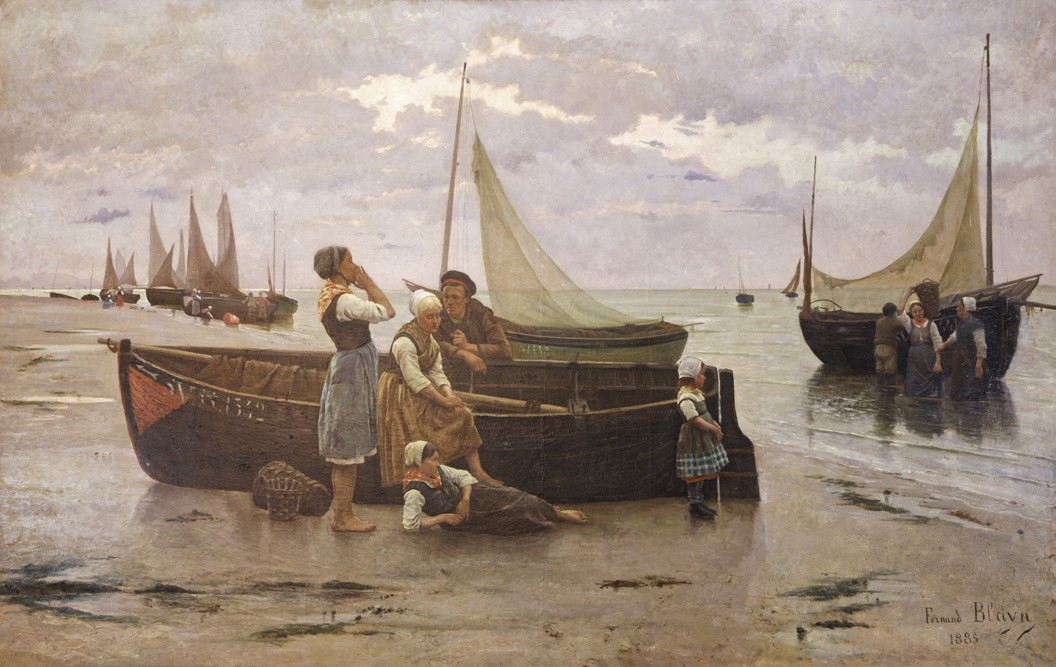
À marée basse, Cayeux (Somme), 1883.
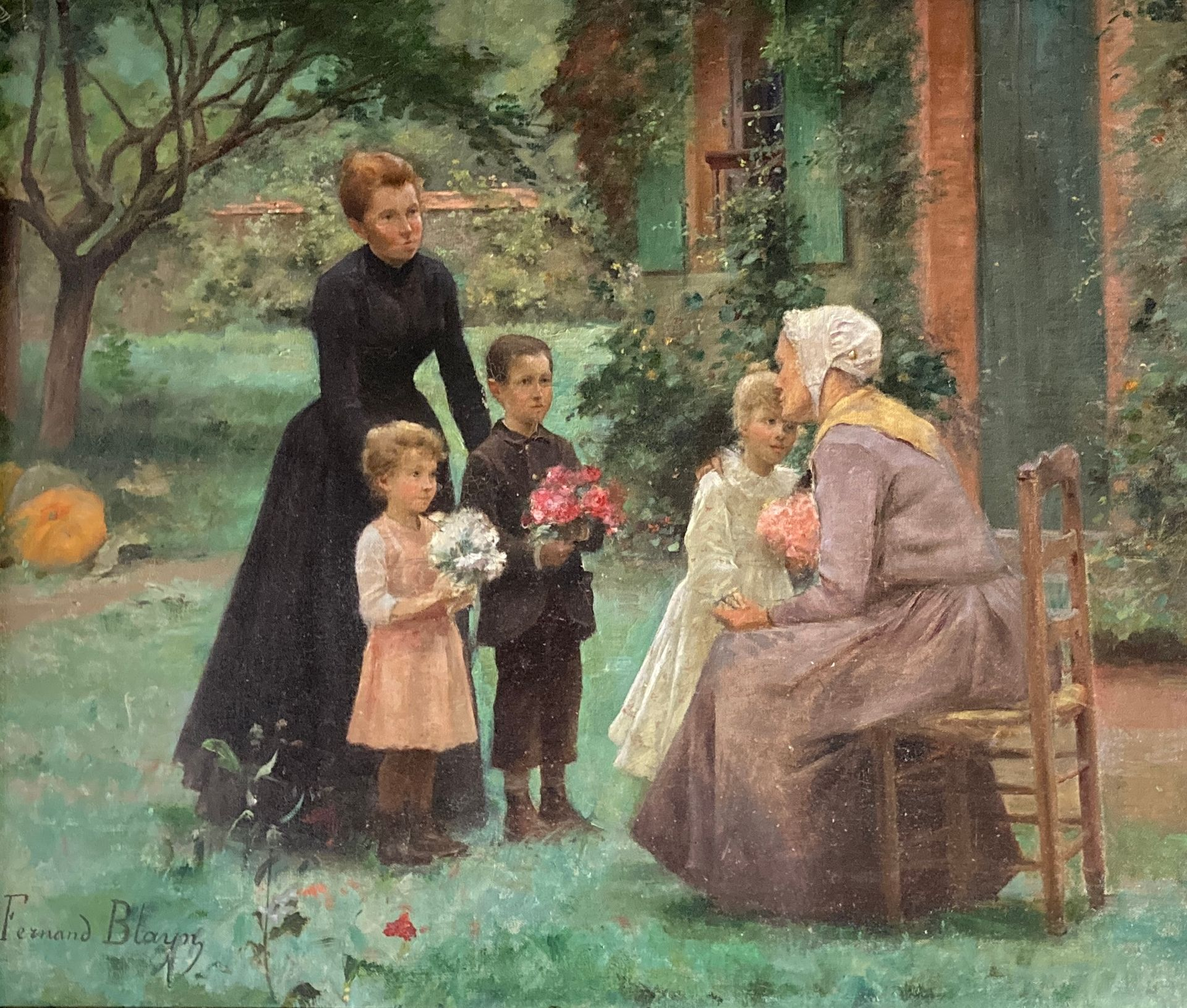
Enfants aux bouquets ou La Visite.
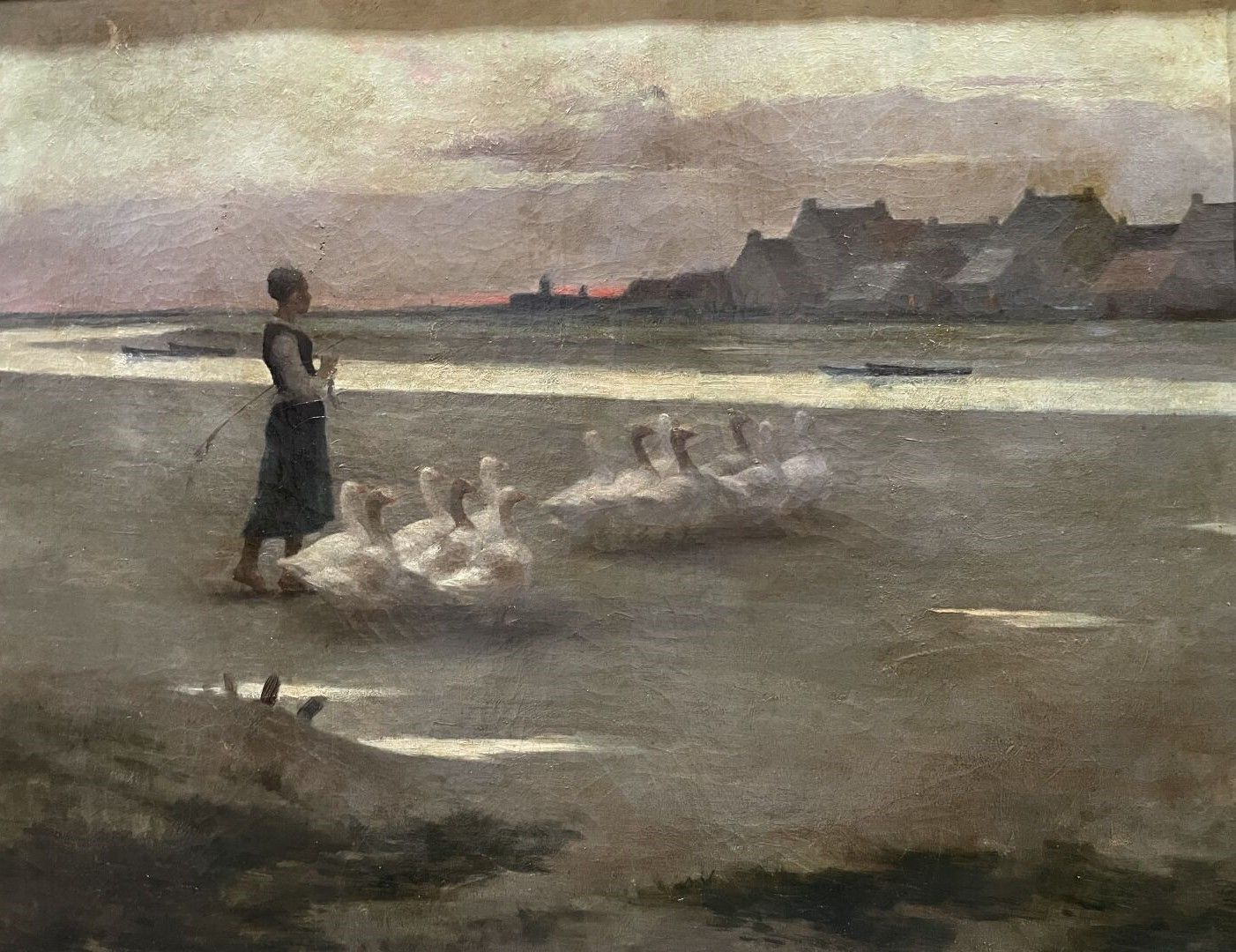
Gardeuse d'oie.
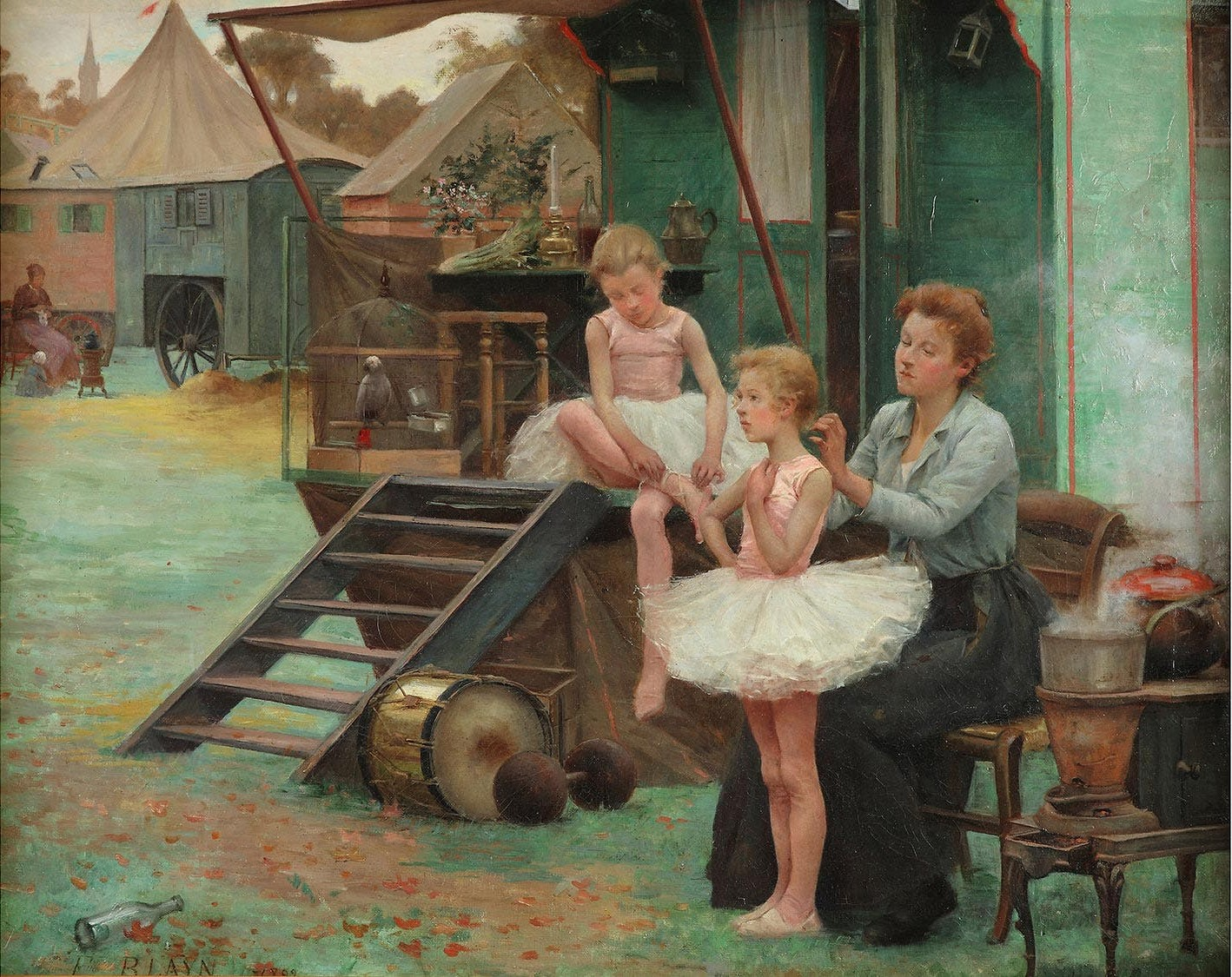
Loge d’artistes, fête de Saint-Cloud, 1892.

## Œuvres dans les collections publiques
- Musée d'Amiens: Le retour des pécheurs[2]